# Pęczyna błotna

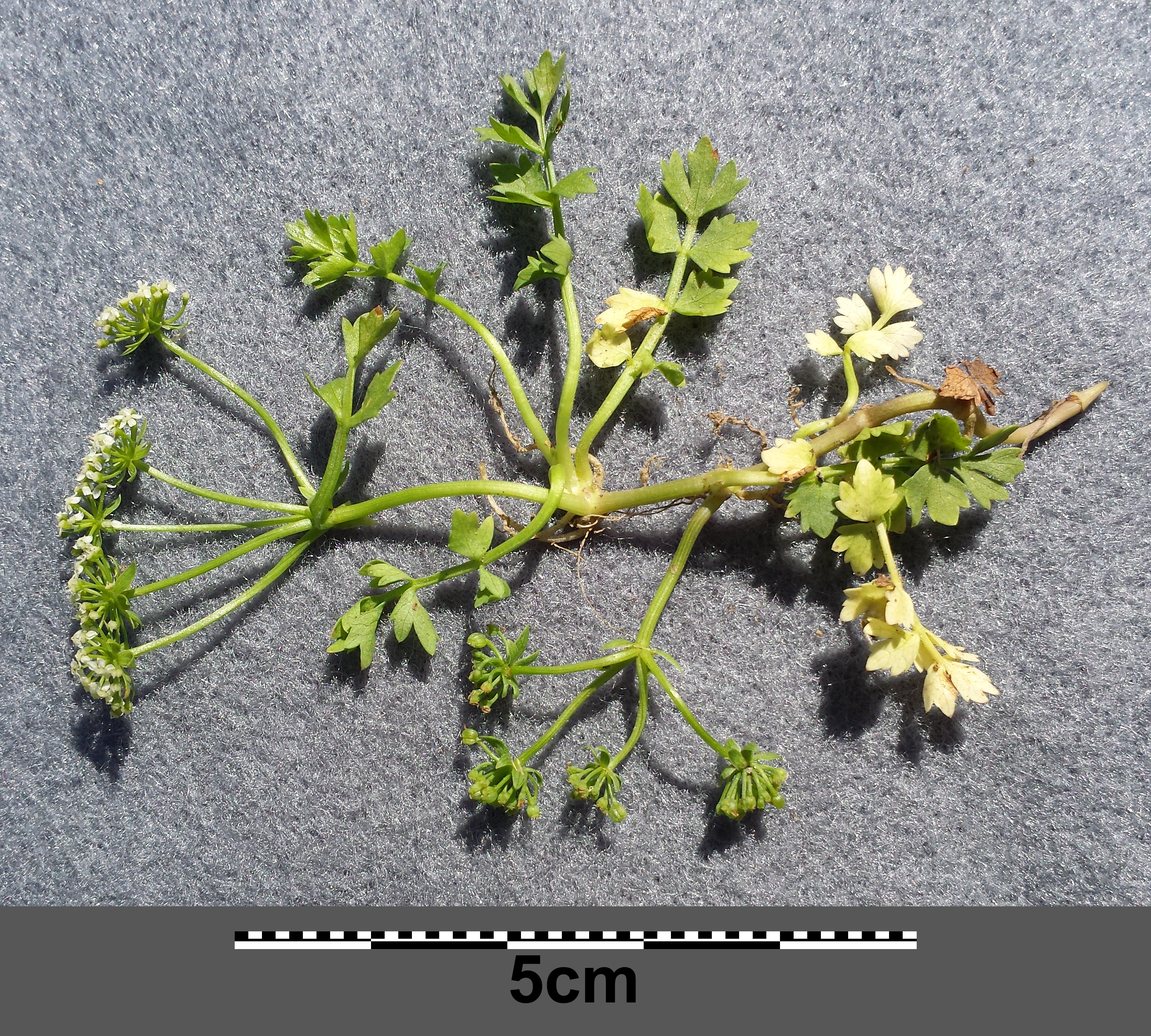
Pęd selerów błotnych

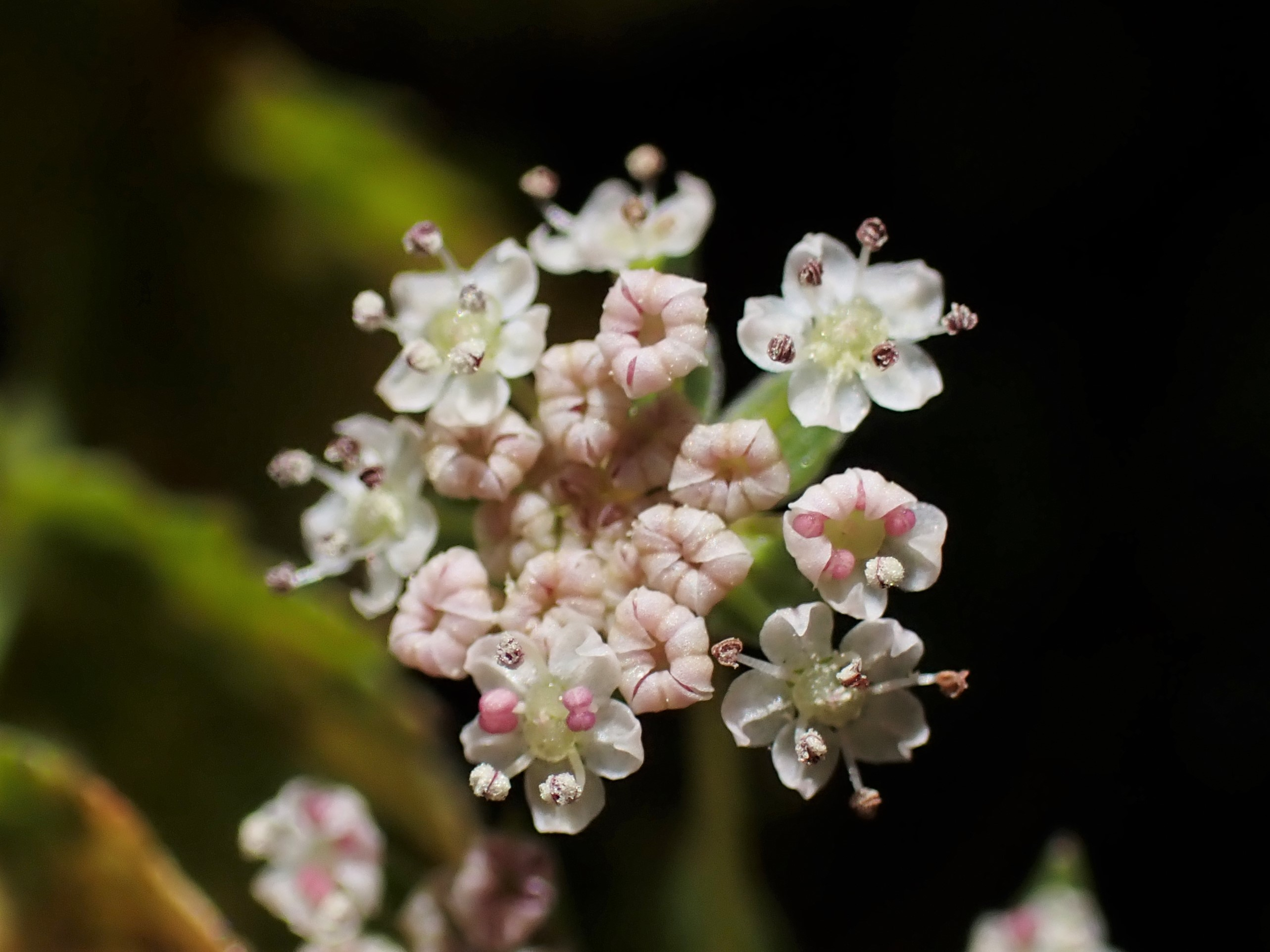
Baldaszek z kwiatami

Pęczyna błotna, selery błotne (Helosciadium repens (Jacq.) W. D. J. Koch) – gatunek roślin należący do rodziny selerowatych (baldaszkowatych). Występuje w Europie Zachodniej i Środkowej, wszędzie w swym zasięgu będąc rośliną rzadką. Rośnie na terenach podmokłych w miejscach, gdzie nie musi konkurować z wyższymi roślinami z powodu wypasu zwierząt, podtapiania terenu w okresach zimowo-wiosennych lub koszenia. Jest uznany za gatunek bliski zagrożenia w skali kontynentu, w Polsce jest krytycznie zagrożony i objęty prawną ochroną gatunkową. Stanowi przedmiot ochrony w europejskiej sieci Natura 2000.

## Rozmieszczenie geograficzne
Gatunek subatlantycki. Rośnie w Europie Zachodniej od Półwyspu Iberyjskiego po Wyspy Brytyjskie i Danię na północy oraz Polskę, Słowację, Węgry, Chorwację i Czarnogórę na wschodzie. Izolowane stanowiska poza zwartym zasięgiem znajdują się w Turcji, Maroku i na Wyspach Kanaryjskich. Jako gatunek naturalizowany podany został z Czech, Ameryki Północnej, a nawet z regionu Swartland w Prowincji Przylądkowej Zachodniej (Afryka Południowa).
W całym swym zasięgu gatunek jest rzadko spotykany, na co wpływają zarówno specyficzne wymagania ekologiczne, jak i słaba zdolność do rozprzestrzeniania się na większe odległości. W południowej części zasięgu rośnie na obszarach górskich (np. w Hiszpanii i w Maroku – tam na wysokościach ponad 2300 m n.p.m.).
W Polsce pęczyna błotna występuje tylko na kilkunastu stanowiskach na Pomorzu Zachodnim i w Wielkopolsce. Na Pomorzu rośnie nad jeziorami Miedwie i Liwia Łuża. Na kilku innych dawnych stanowiskach gatunek nie został od wielu lat odnaleziony (m.in. w Troszynie, Połchowie, koło Polic i Kołbacza). W Wielkopolsce ma stanowiska skupione na Pojezierzu Gnieźnieńskim i Pojezierzu Leszczyńskim. W tym pierwszym potwierdzone współcześnie populacje znajdują się w miejscowościach: Giewartów, Skubarczewo i Ostrowo, a w drugim w rejonie miejscowości: Szreniawa, Osłonin i Brenno.

## Morfologia
PokrójNaga, błyszcząca, płożąca bylina o pełzających rozłogach osiągających w siedliskach lądowych zwykle 10–20 cm, czasem do 50–60 cm, a rosnąc w wodzie nawet do 1–1,5 m długości. W węzłach rozłogi korzenią się i rozwijają liście, których czasem brak w węźle, z którego wyrasta szypuła kwiatostanu. Brak wzniesionych i ulistnionych pędów. Korzenie nitkowate. Łodyga jasnozielona, gładka, naga.
LiścieWyrastają z węzłów rozłogów osiągając do 10, czasem do 20 cm długości (u roślin zalanych wodą nawet do 40 cm), najczęściej jednak tylko do 5 cm długości i 1,5 cm szerokości. Pochwy liściowe niepozorne. Blaszki osadzone są na długich ogonkach i są pojedynczo, nieparzysto-pierzasto złożone. Listki w liczbie 3–6 par są siedzące, jajowate do okrągławych, o brzegach nierówno, grubo ząbkowanych. Osiągają do 1 cm długości. Jedno z wcięć między ząbkami, zwłaszcza na trzeciej parze listków licząc od dołu, jest wyraźnie głębsze, co jest istotną cechą diagnostyczną odróżniającą ten gatunek od lądowych form pęczyny węzłobaldachowej. Liście są zwykle żółtawozielone, od spodu jaśniejsze, nagie.
KwiatyZebrane w baldach złożony wyrastający z węzła płożącej łodygi na szypule i osiągający wraz z nią 1–3,5 cm wysokości, maksymalnie do 10, czasem 15 cm wysokości. Baldach składa się z 2–7 baldaszków, które wsparte są licznymi, biało obrzeżonymi, eliptycznymi i trójnerwowymi pokrywkami. Szypułki baldaszków są zwykle dłuższe od szypułek kwiatowych, choć na silnie zgryzanych pastwiskach i one bywają silnie skrócone. U nasady szypuł baldachu znajduje się od trzech do 7 szybko odpadających, lancetowatych pokryw. Kwiaty drobne, o białych (czasem kremowych lub różowawych) płatkach korony osiągających ok. 0,5 mm długości, przeważnie mających zaostrzony i zagięty do środka koniec. Działek kielicha brak. Pręcików jest 5, o białych nitkach i jasnożółtych pylnikach. Słupki dwa, wygięte na dwie strony. Znamię drobne, główkowate. Słupki osadzone na stylopodium osiągającym połowę ich długości.
OwocKuliste rozłupnie o długości 1–1,3 mm i szerokości 1,1–1,4 mm (rozłupnia jest nieco szersza niż dłuższa), na szczycie z odgiętymi trwałymi szyjkami słupka. Na wielkość owoców mają wpływ warunki rozwoju rośliny – w optymalnych są one większe. Poszczególne rozłupki na przekroju są tępo 5-kątne ze słabo zaznaczonymi żebrami. Masa owocu wynosi 0,27 ± 0,04 mg.
Gatunki podobnePęczyna błotna może być mylona z pospolitymi na podobnych siedliskach młodymi okazami potocznika wąskolistnego Berula erecta i marka szerokolistnego Sium latifolium, których pędy kwiatostanowe są jednak wzniesione, ulistnione, a kwiatostany na nich niemal siedzące (u pęczyny pędy są zawsze płożące, a kwiatostany wznoszą się na co najmniej kilkucentymetrowej szypule). Bardzo podobna jest pęczyna węzłobaldachowa Helosciadium nodiflorum, która jednak ma maksymalnie dwie pokrywy i szypuły baldachów krótsze od szypułek baldaszków. Gatunek ten w formie lądowej może współwystępować z pęczyną błotną na łąkach i bywa wówczas niemal nierozróżnialny do tego stopnia, że konieczne jest wykonywanie badań genetycznych dla ustalenia przynależności taksonomicznej roślin. W Polsce jednak problem jest o tyle niewielki, że pęczyna węzłobaldachowa znana jest tylko z jednej lokalizacji – Królowa w lubuskim. Podobna w formie lądowej pęczyna wodna Helosciadium inundatum nie ma wcale pokryw, a jej listki mają nasady klinowate, a nie zaokrąglone jak u selerów błotnych.

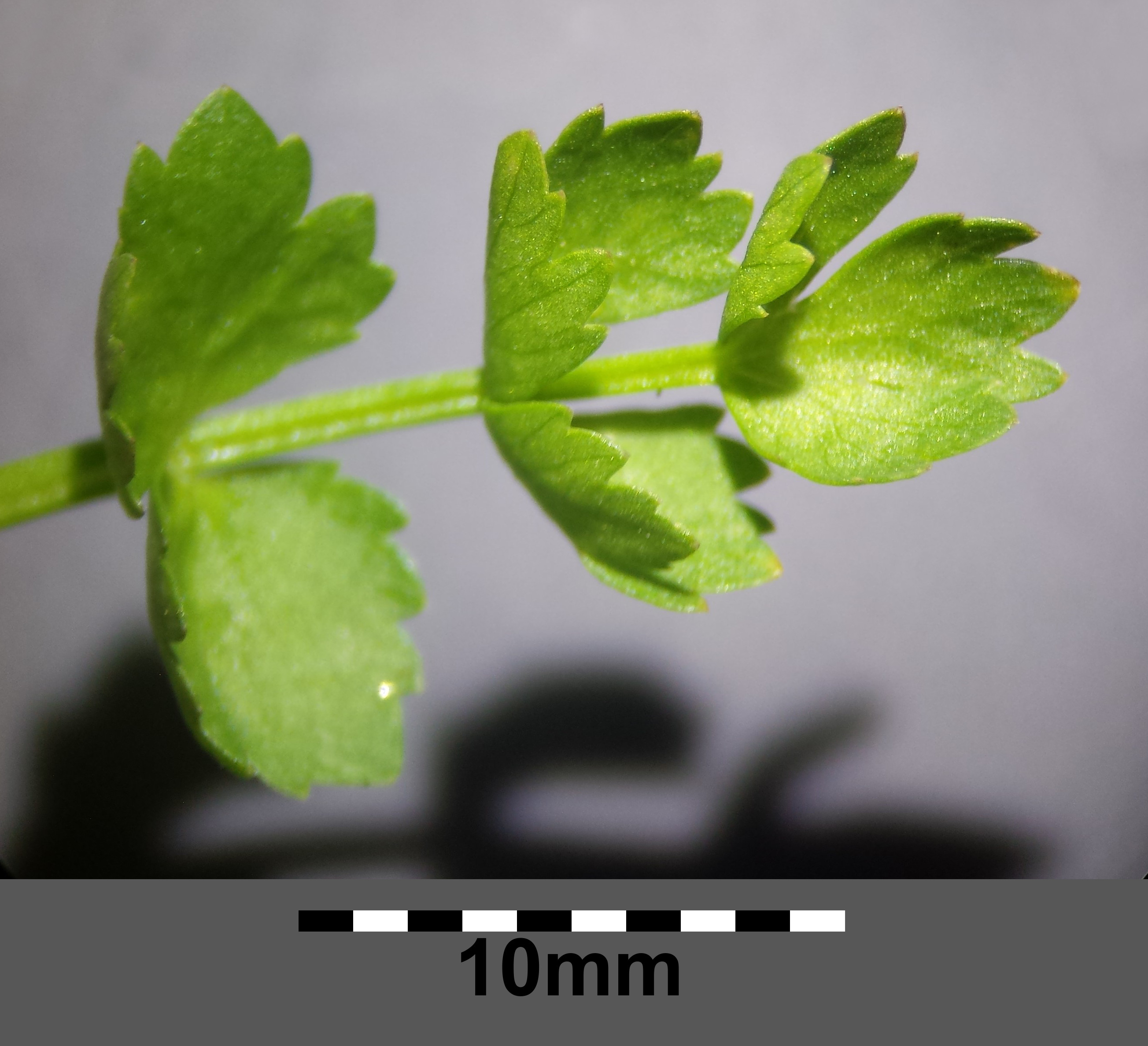
Liść
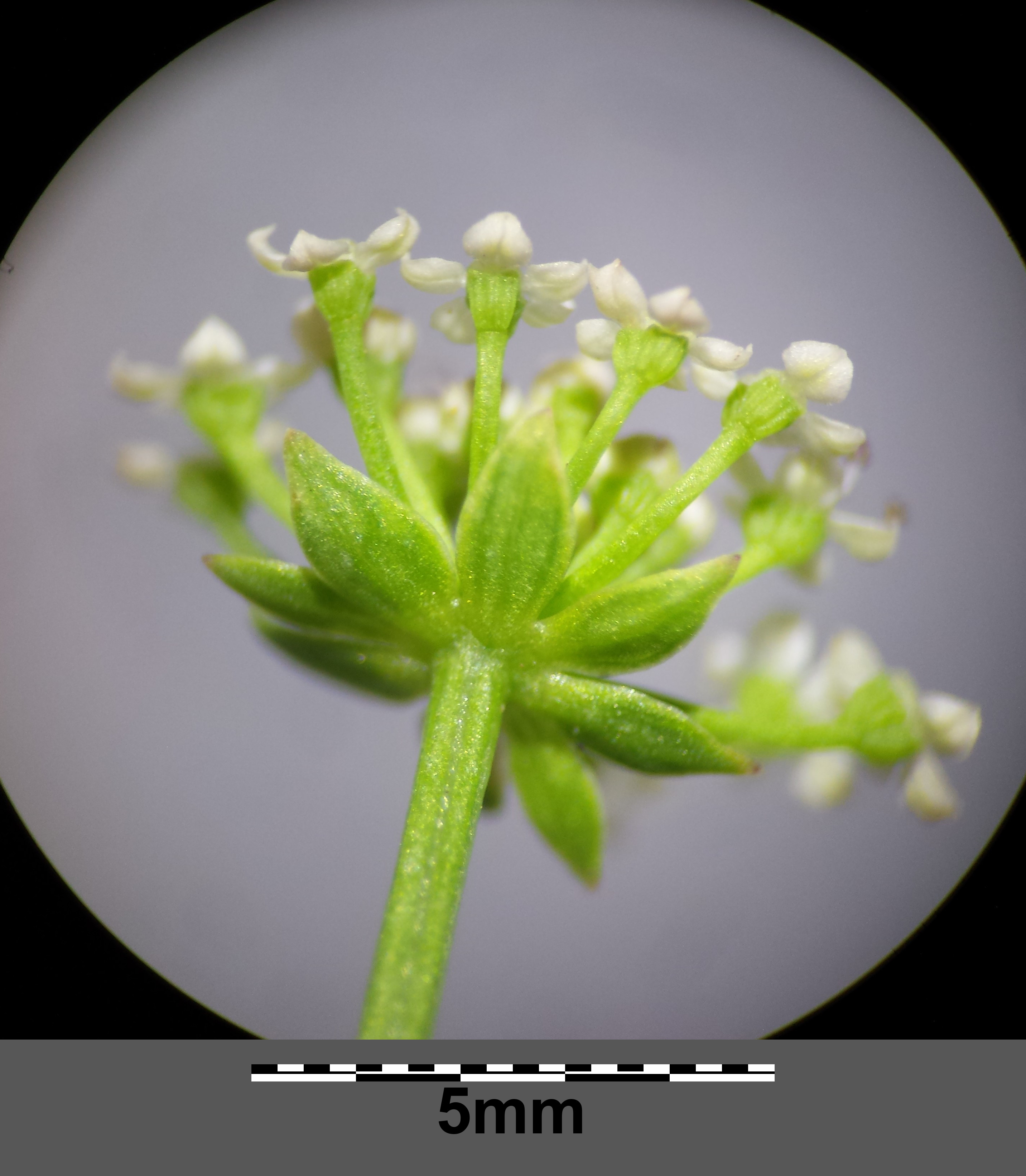
Baldaszek z pokrywkami
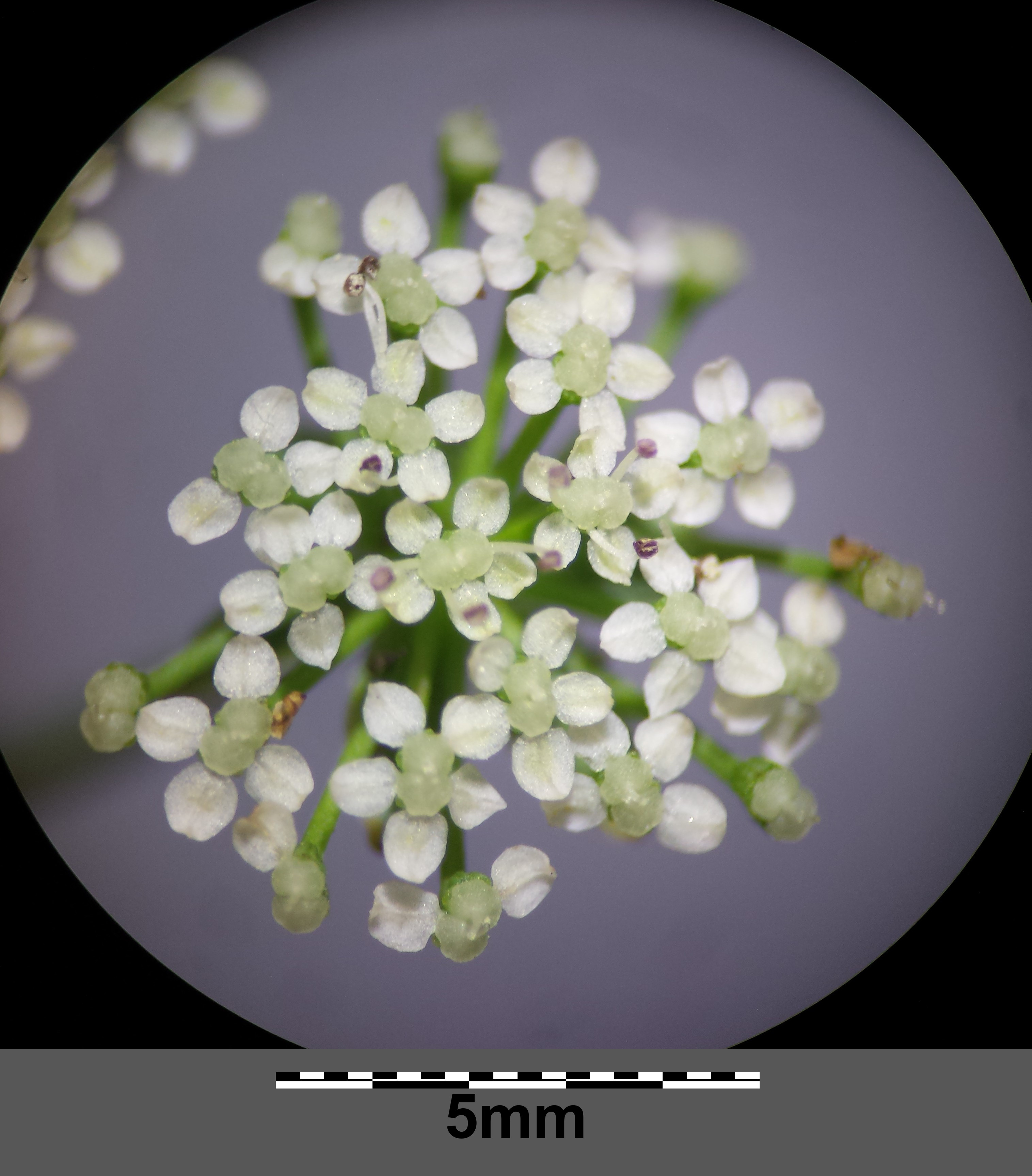
Kwiaty
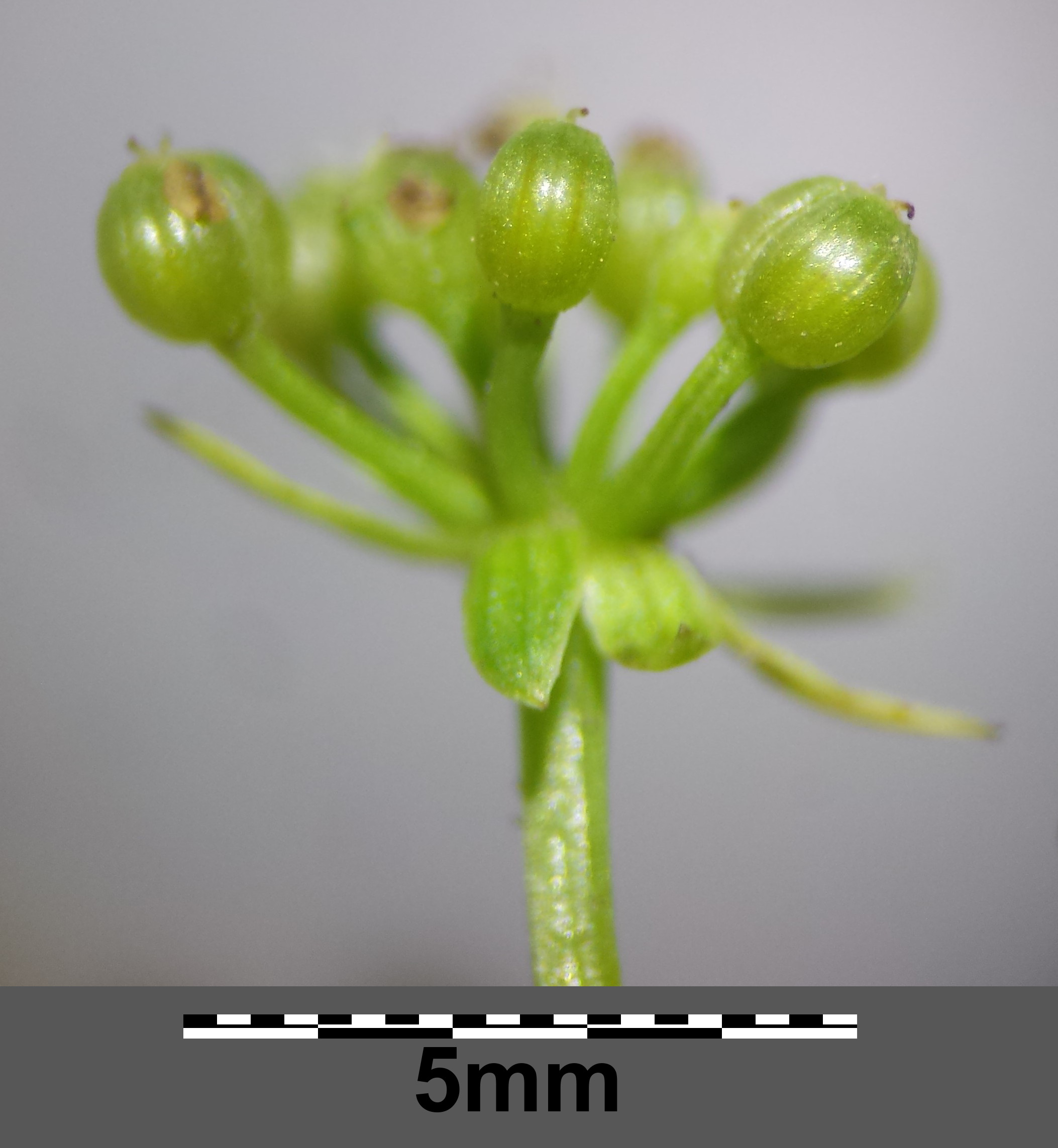
Owoce
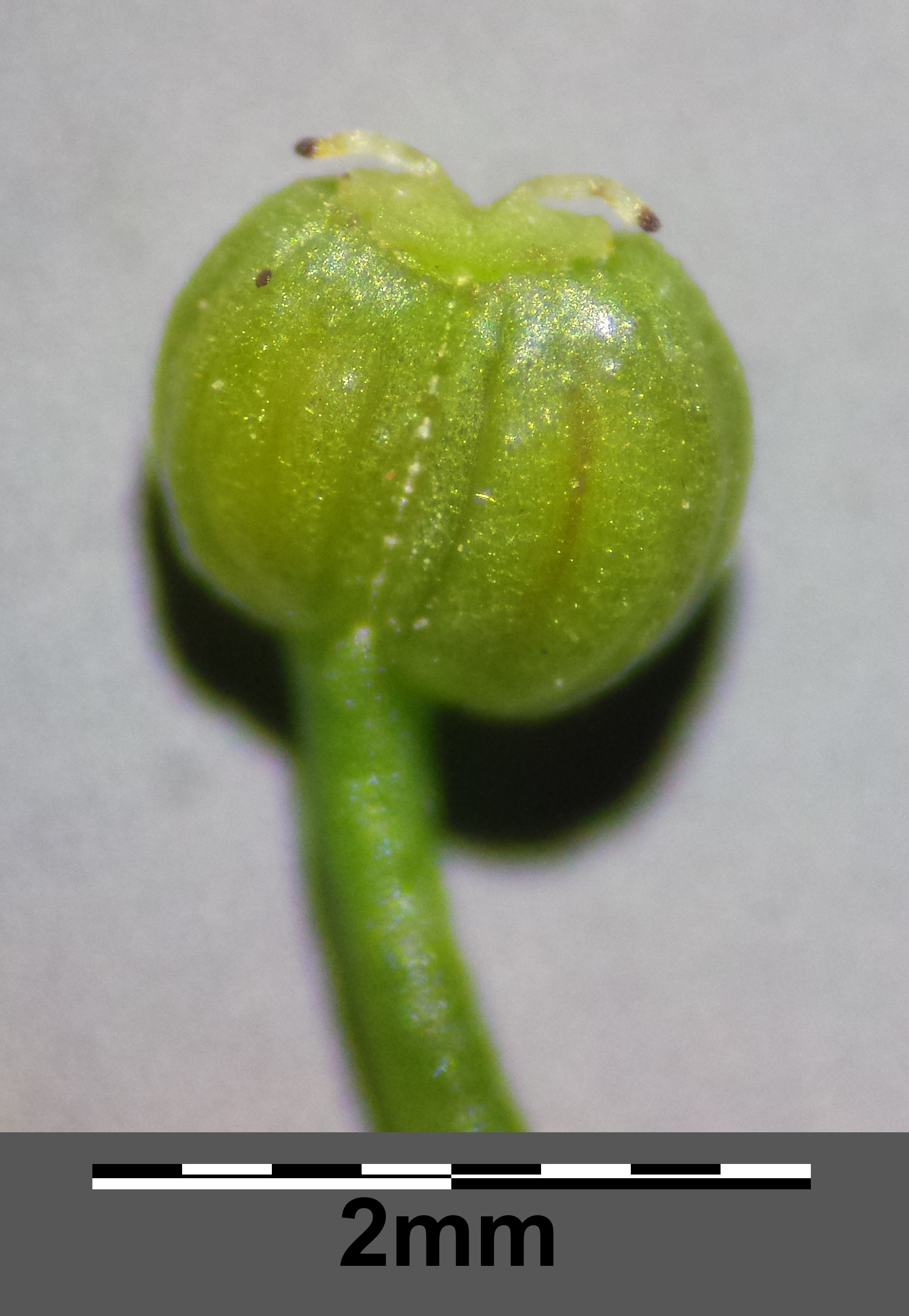
Owoc

## Biologia

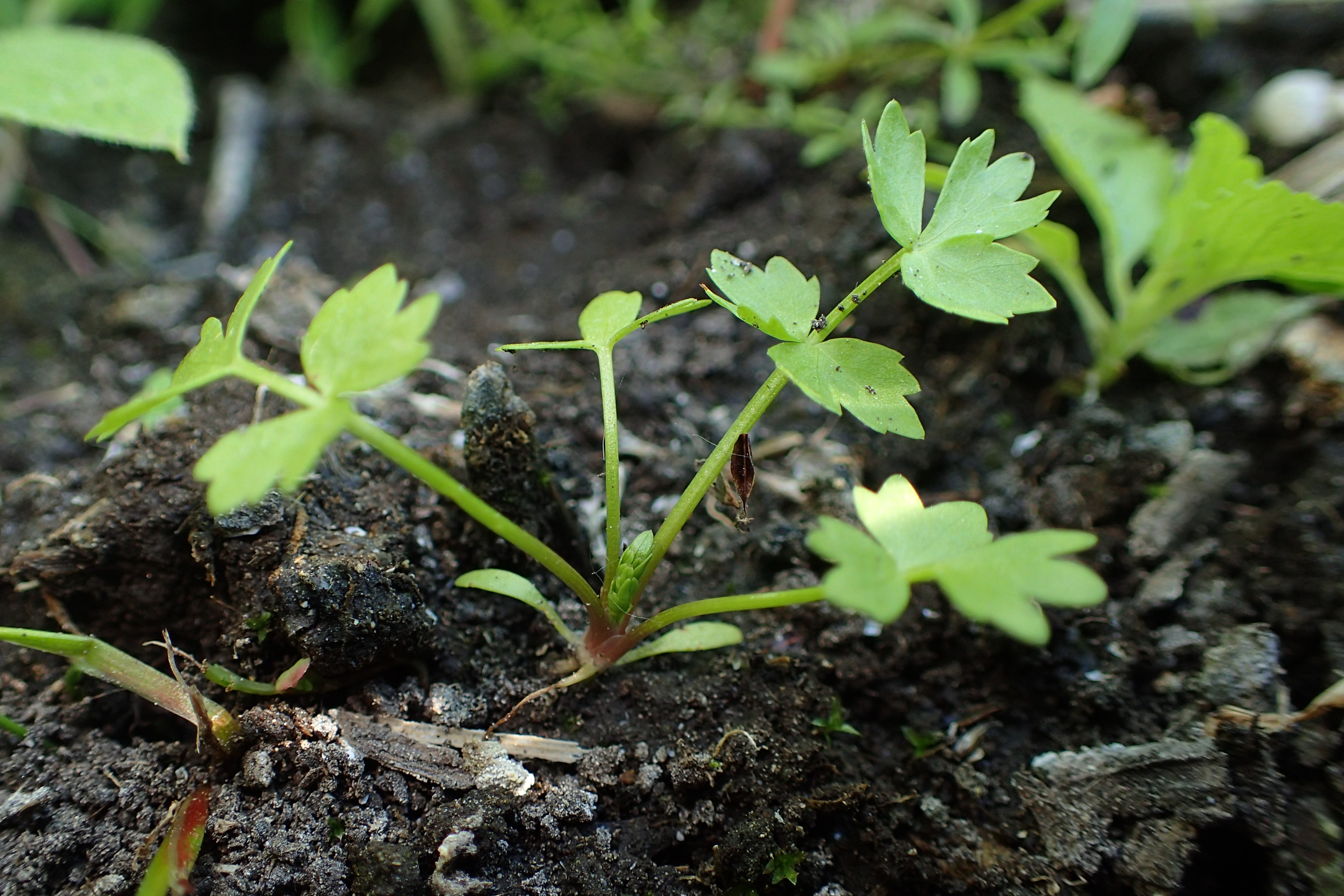
Siewka selerów błotnych

### Rozwój

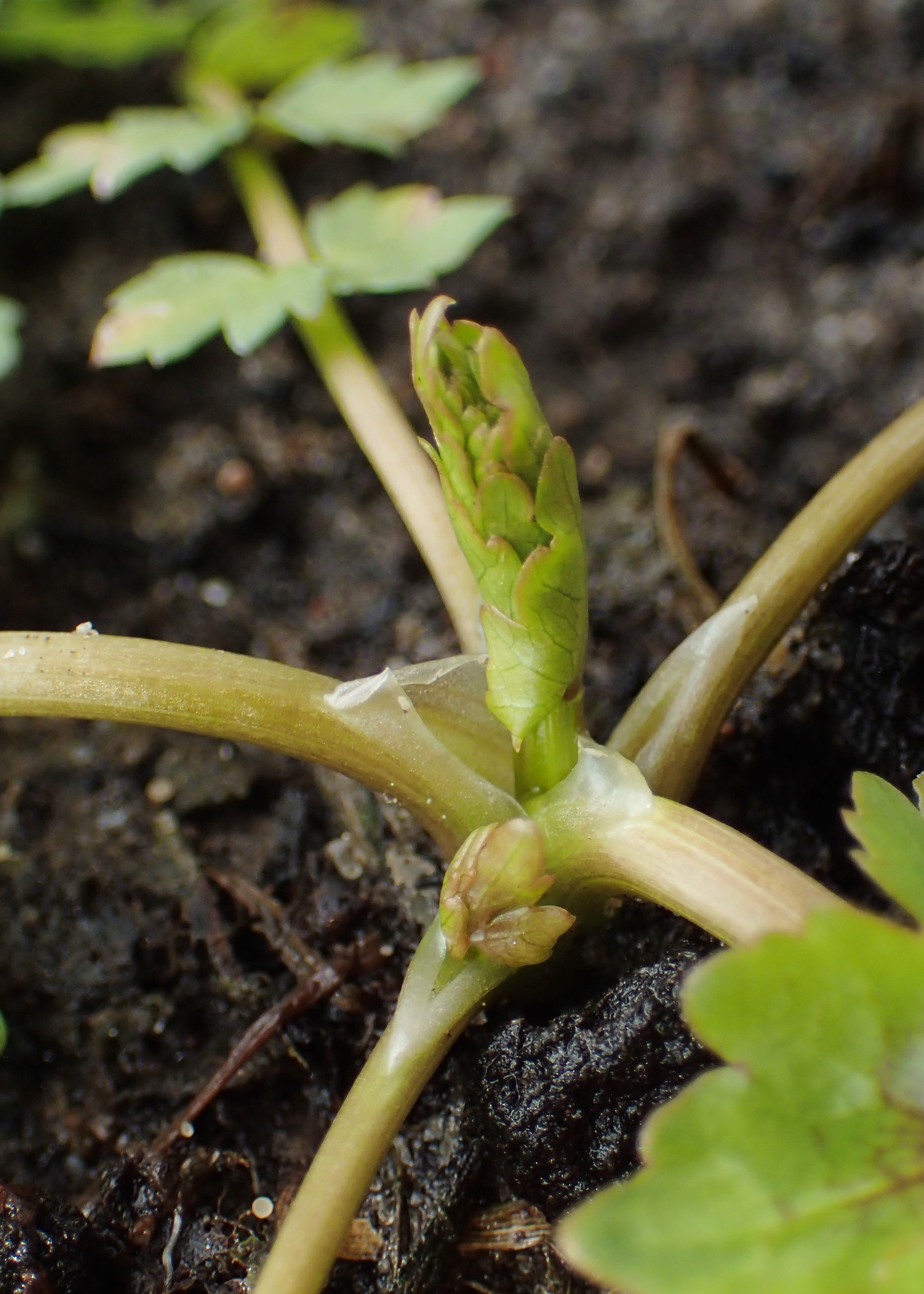
Węzeł z rozwijającymi się liśćmi

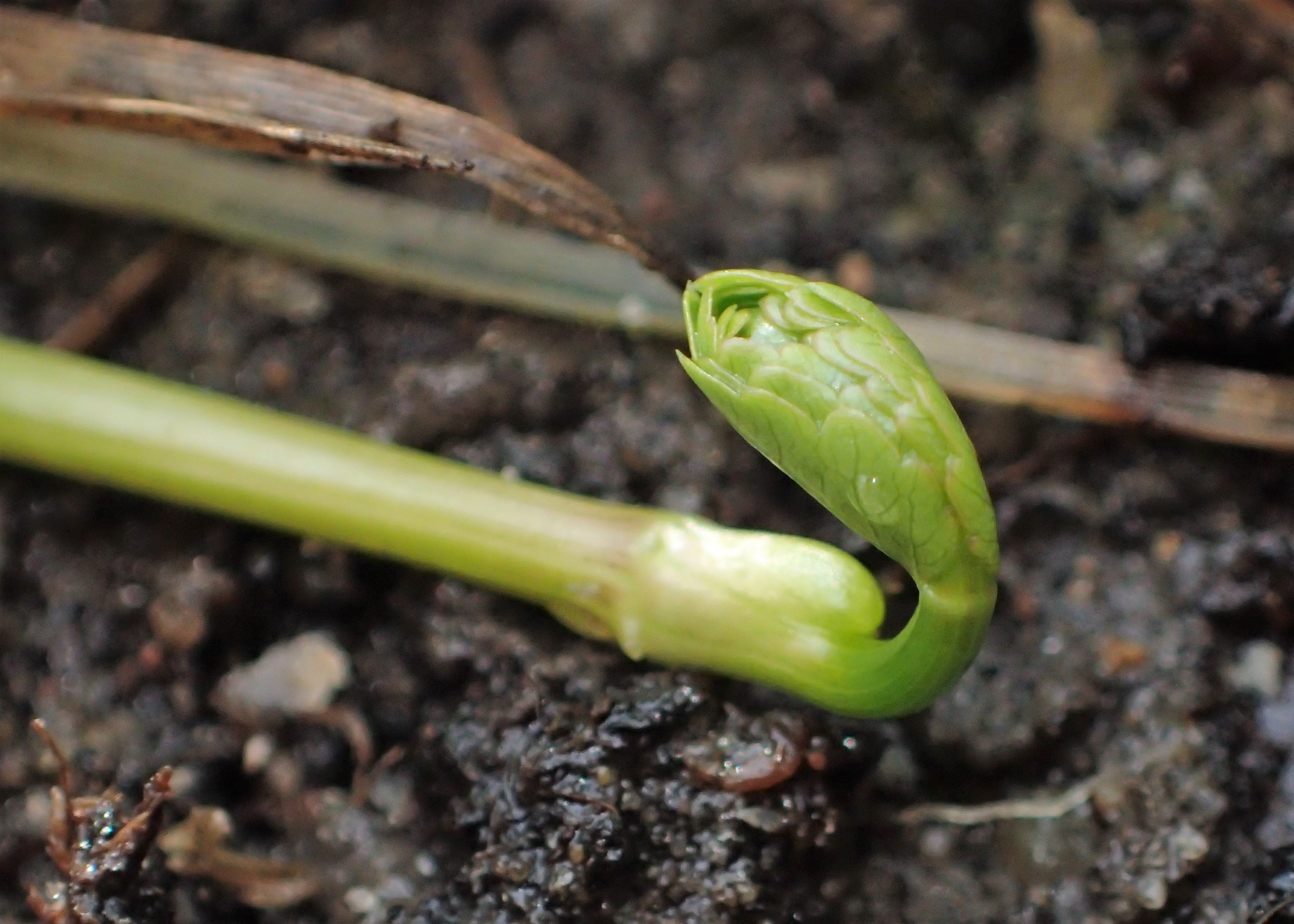
Rozłóg pęczyny błotnej

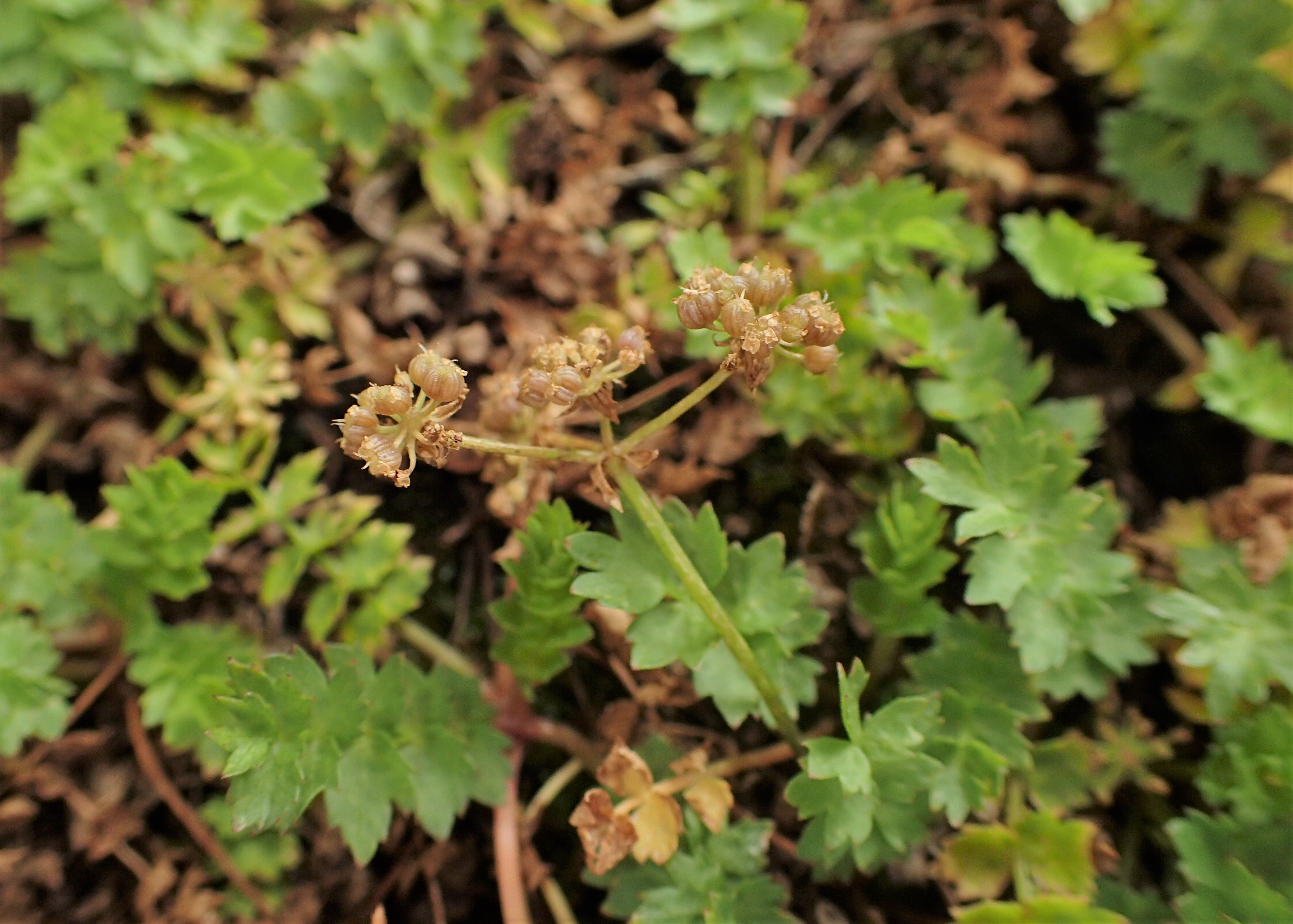
Owocująca pęczyna błotna

W zależności od warunków występowania gatunek może być uznawany za hemikryptofita, helofita lub hydrofita. Wśród roślin o klonalnym typie wzrostu pęczyna błotna zaliczana jest do grupy Fragaria vesca cechującej się dominacją rozprzestrzeniania się za pomocą rozłogów przy relatywnie krótkiej długości życia poszczególnych ramet. Kwitnienie trwa od czerwca do października. Znaczną rolę odgrywa samopylność. Owoce dojrzewają od sierpnia do października.
W Polsce (wschodnia granica zasięgu) rośliny tego gatunku wytwarzają niewiele owoców, przy czym część z nich nie uzyskuje dojrzałości. W Europie Środkowej przyjmuje się, że gatunek rozmnaża się głównie wegetatywnie poprzez rozłogi. Z drugiej strony badania nad ekologią kiełkowania nasion dowodzą, że wbrew dawniejszym poglądom, przynajmniej w północnych Niemczech, nie występują istotne problemy lub ograniczenia dla rozprzestrzeniania gatunku za pomocą nasion. Czynnikiem utrudniającym rozmnażanie generatywne może być zbyt duże zwarcie darni i brak inicjalnych mikrosiedlisk wolnych od roślinności.
Nasiona mają zdolność pływania w wodzie przez co najmniej 50 dni bez utraty zdolności do kiełkowania, co ma istotne znaczenie w kontekście ich rozprzestrzeniania (→ hydrochoria). Mogą być przenoszone przez wodę na duże odległości (w basenach jezior lub wzdłuż strumieni), ale też mogą być przemieszczane na mniejszą skalę w obrębie zbiorowisk trawiastych przez okresowe wezbrania, np. po ulewnych deszczach. Poza wodą owoce transportowane są przez wiatr i zwierzęta, zarówno przyczepione do futra i kopyt (→ epizoochoria), jak i spożyte (→ endochoria).
Nasiona przynajmniej częściowo kiełkują w tym samym sezonie, w którym dojrzały. Kiełkować zaczynają już nawet nasiona unoszące się w wodzie. Nasiona tworzą trwały bank nasion, zachowując długo zdolność do kiełkowania zagrzebane w glebie (nawet do 70 lat). Na stanowiskach gatunku zarejestrowano zagęszczenie ok. tysiąca nasion na 1 m². Kiełkowanie nasion następuje w szerokim spektrum warunków abiotycznych. W odniesieniu do temperatur limitowane jest wyraźnie tylko przez wysokie temperatury, co raczej rzadko się zdarza w zasiedlanych przez gatunek siedliskach wilgotnych i mokrych. Sprzyja mu, choć nie jest konieczna zmienność temperatur. Do kiełkowania konieczne są dobre warunki świetlne. Nasiona dobrze kiełkują na podłożu wilgotnym, jak i zalane przez okres dwóch tygodni, co też ogranicza z reguły konkurencję innych gatunków (w miejscach stagnowania wody nasiona większości gatunków wchodzą w fazę uśpienia).
Populacje pęczyny błotnej cechują się dużymi fluktuacjami liczebności osobników w zależności od panujących w danym czasie warunków wodnych lub innych oddziaływań, takich jak wypas. Na stanowiskach znajdujących się na pastwiskach rośliny mogą pozornie zanikać w okresach intensywnego żerowania krów, by w przerwach w wypasie szybko rekolonizować luki w darni. Istotne dla utrzymywania się pęczyny błotnej na pastwiskach są nagie płaty gleby odsłaniane w wyniku deptania wilgotnej gleby przez kopyta krów. Ze względu na długość rozłogów rośliny te korzystają z luk w darni powstających w odległości do 10–15 cm od nich. Dla utrzymania pęczyny na pastwiskach ważne jest występowanie wypasu z odpowiednią częstotliwością – zbyt rzadki wypas powoduje silny rozwój roślinności konkurującej z tym gatunkiem i w efekcie skutkuje jego ustępowaniem.

### Genetyka
Liczba chromosomów 2n=22. Stwierdzono małe zróżnicowanie genetyczne w obrębie populacji i w części nizinnej (północnej) Niemiec, podczas gdy na południu tego kraju (w Bawarii) zróżnicowanie między populacjami było nieco większe.

## Ekologia

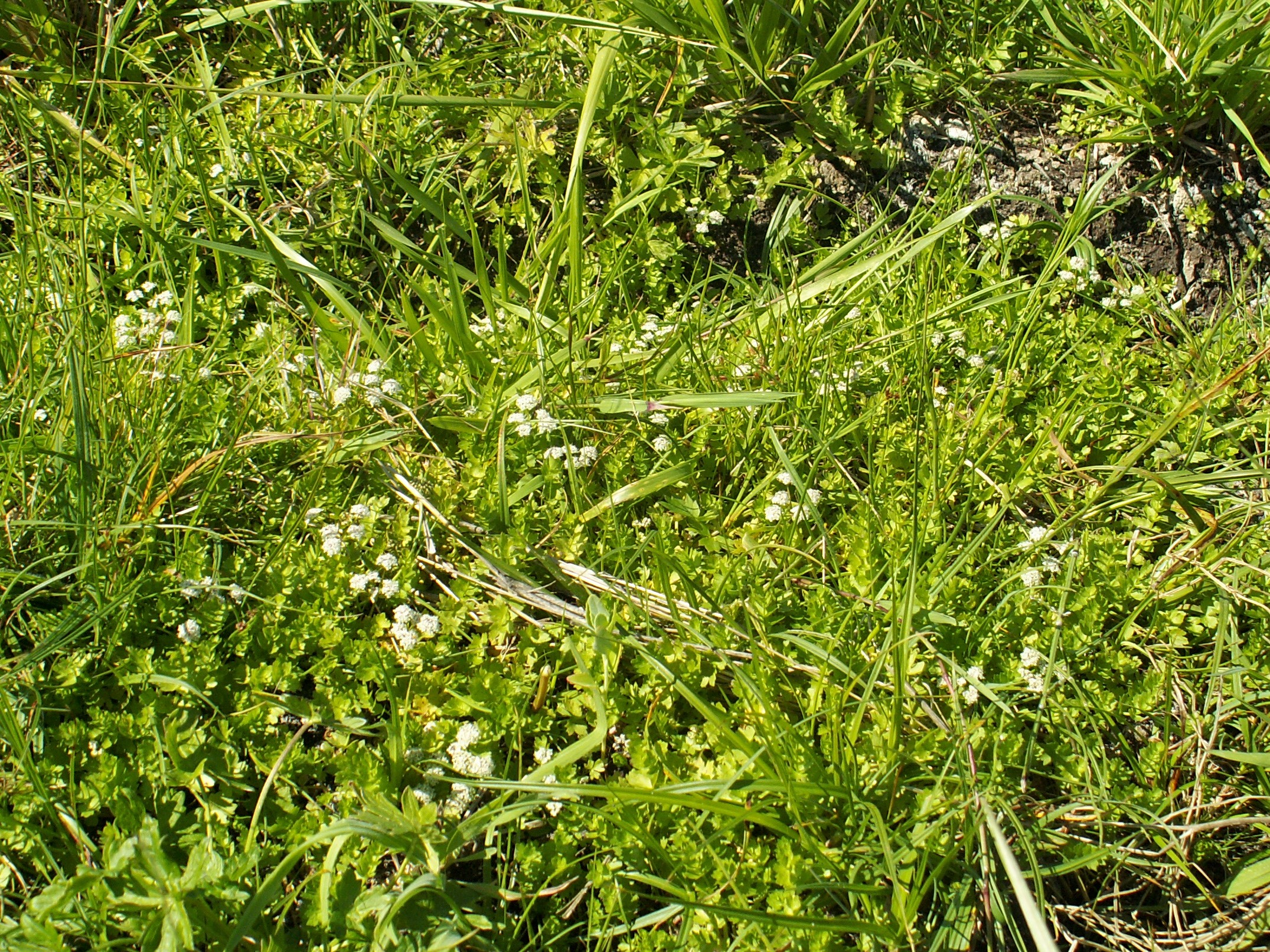
Selery błotne na pastwisku nad jeziorem Miedwie w Polsce

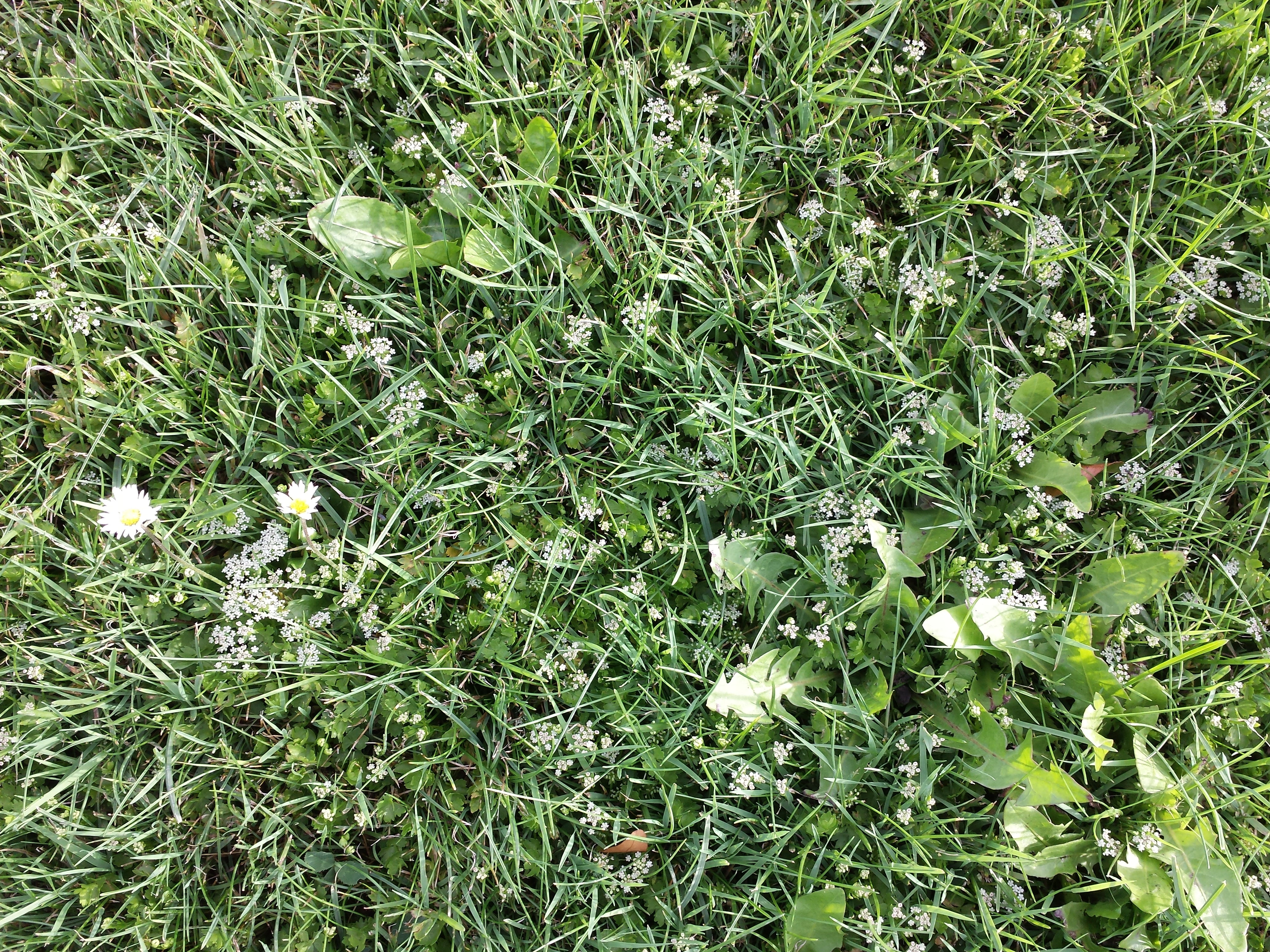
Selery błotne na nisko koszonym trawniku w Wiedniu

### Siedlisko
Światłolubny gatunek pionierski na mokrej, bogatej w związki azotu glebie. Występuje nad brzegami wód, zwłaszcza jezior, w zbiorowiskach niskiej roślinności zalewanej poza sezonem wegetacyjnym oraz w lukach w szuwarach. Innym pierwotnym siedliskiem są niewielkie zagłębienia terenu, zalewane w okresie wiosennym i później wysychające, w Holandii także zagłębienia międzywydmowe na wybrzeżu morskim. W miejscach zalewanych zimą i wiosną, po spadku poziomu wody odsłaniana jest naga powierzchnia gleby, co umożliwia rozwój światłolubnej pęczynie błotnej. Sprzyja jej także zgryzanie konkurencyjnej roślinności przez zwierzęta. Wtórnym siedliskiem są pastwiska, zwykle rozległe (ponad 50 ha powierzchni), na których ekstensywnie wypasane jest bydło domowe, czasem też konie, także miejsca wydeptywane na brzegach wód, np. przy plażach i miejscach spuszczania (slipowania) łodzi oraz w obrębie terenów rekreacyjnych, w tym zagospodarowanych w formie trawników. Zbyt intensywne wydeptywanie i wypas zwierząt eliminuje jednak ten gatunek.
Rośliny te zasiedlają gleby żyzne, średnio żyzne i ubogie, zasobne w związki azotu, obojętne do słabo kwaśnych lub słabo zasadowych. Skład mechaniczny i chemiczny gleb jest na różnych stanowiskach zróżnicowany. Stałą cechą siedlisk jest bliski neutralnego odczyn gleby i duża wilgotność (często jednak z poziomem wody znacznie obniżającym się w końcu lata). Siedliska gatunku są okresowo podtapiane lub przez dłuższy czas zalewane wodą. W szczególności preferowane są miejsca zalewane w okresie zimowym. O ile rośliny te dobrze znoszą zalewy zimowe, o tyle długotrwałe podtopienia w okresie letnim prowadzić mogą do zamierania roślin (rośliny giną zalane dłużej niż 56 dni lub wielokrotnie podtapiane przez krótsze okresy czasu). Rośliny te mogą znosić krótsze i rzadsze zalewy, tracąc korzenie i unosząc się na powierzchni wody. Rosnąc w wodzie pęczyna błotna jednak nie kwitnie. Podtopienia stanowisk tego gatunku w okresie letnim stymulują kiełkowanie nasion. Rośliny te zamierają jednak podlewane wodą zasoloną, choć czasem rosną na słabo zasalanych aluwiach nadmorskich.
Ze względu na pionierski charakter gatunku stałą cechą zajmowanych przez niego stanowisk jest duża częstotliwość i intensywność oddziaływań powodujących ograniczane rozwoju roślinności konkurencyjnej. Do cech siedliska warunkujących rozwój pęczyny błotnej należy niewielka wysokość roślinności (optymalnie nie większa niż 20 cm) lub przynajmniej obecność luk (np. w szuwarach), brak ocienienia powodowanego przez drzewa i krzewy oraz brak konkurencyjnych gatunków ekspansywnych (silnie rosnących).
Rośliny znoszą mrozy do -20 °C.

### Fitosocjologia i interakcje międzygatunkowe

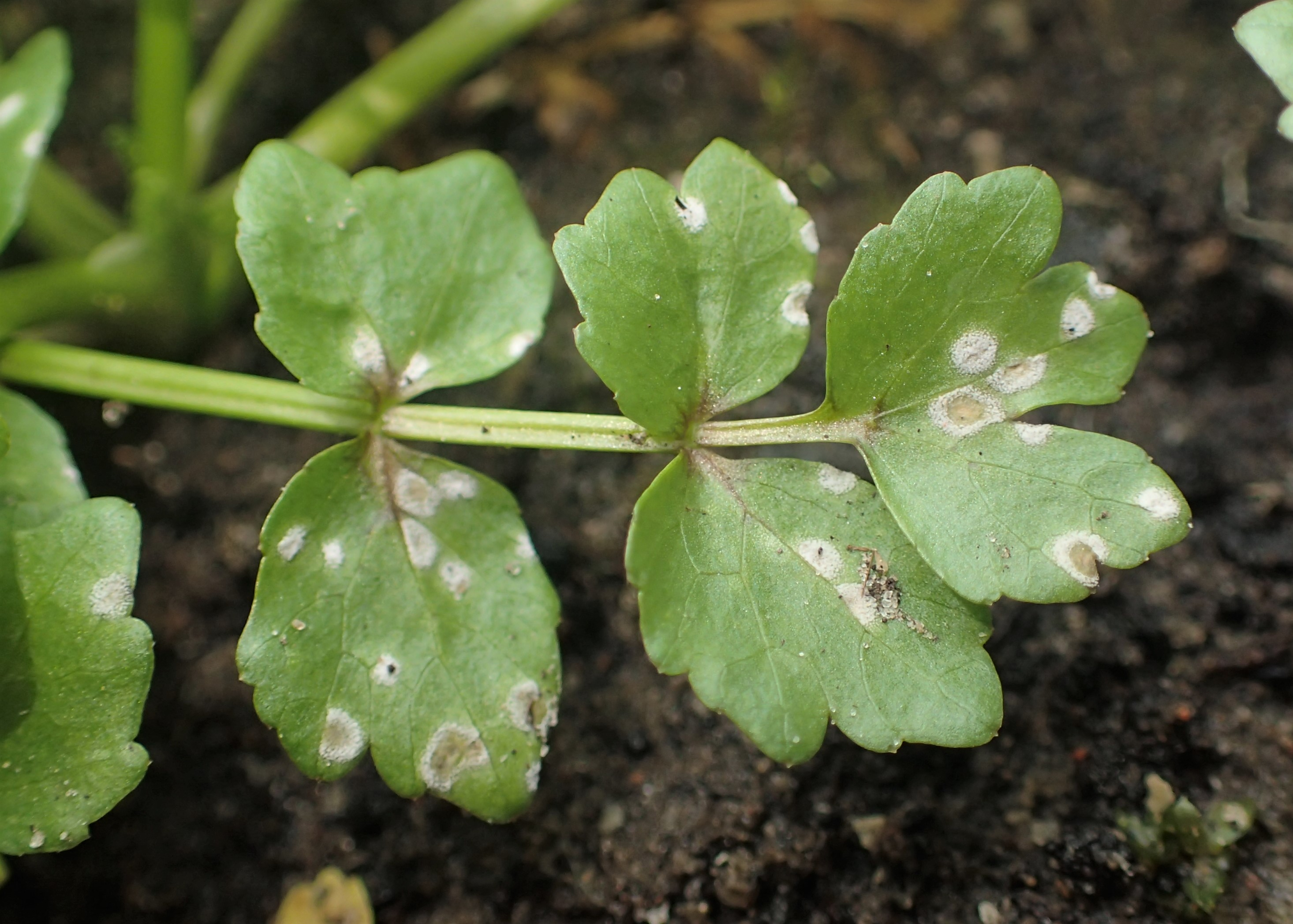
Liść pęczyny porażonej grzybem Entyloma helosciadii

Pęczyna błotna rośnie w Europie Środkowej w zbiorowiskach muraw zalewowych ze związku Lolio-Potentillion anserinae (Agropyro-Rumicion crispi), zwykle ubogich gatunkowo oraz w bogatszych gatunkowo zespołach Triglochino-Agrostietum stoloniferae i Ranunculo-Alopecuretum geniculati. Do najczęstszych gatunków towarzyszących pęczynie (rosnącej wraz z nimi na ponad 50% stanowisk w północnych Niemczech) należą: mietlica rozłogowa Agrostis stolonifera, jaskier rozłogowy Ranunculus repens, pięciornik gęsi Potentilla anserina, mięta nadwodna Mentha aquatica, sit członowaty Juncus articulatus, turzyca owłosiona Carex hirta, koniczyna biała Trifolium repens, przytulia błotna Galium palustre i wiechlina łąkowa Poa pratensis.
Na Wyspach Brytyjskich pęczyna błotna rejestrowana jest w zbiorowiskach traw z dominacją mietlicy rozłogowej Agrostis stolonifera i wyczyńca kolankowego Alopecurus geniculatus, mietlicy i jaskra rozłogowego Ranunculus repens oraz w murawach wydepczyskowych wiechliny rocznej Poa annua i babki zwyczajnej Plantago major. Obok dominantów w zbiorowiskach tych najczęściej rosną: mięta nadwodna Mentha aquatica, przytulia błotna Galium palustre, niezapominajka błotna Myosotis scorpioides, rzepicha ziemnowodna Rorippa palustris, przetacznik błotny Veronica scutellata. 
We Francji gatunek wskazywany jest jako związany ze związkiem zespołów Hydrocotylo vulgaris-Baldellion ranunculoidis, z roślinnością typową dla brzegów zbiorników oligotroficznych. Na Półwyspie Iberyjskim pęczyna błotna rośnie na brzegach górskich strumieni w towarzystwie Glyceria declinata.
Zgryzanie pęczyny przez zwierzęta roślinożerne (np. bydło na pastwiskach) może wpływać na stan roślin, utrudniać im rozwój, w tym tworzenie owoców, jednak daje korzyść populacji i zapewnia jej trwałość poprzez ograniczanie rozwoju także roślinności konkurencyjnej oraz tworzenie mikrosiedlisk optymalnych dla tego gatunku. To z kolei umożliwia rozprzestrzenianie się pęczyny na pastwisku niezależnie od mikrosiedlisk kształtowanych samym tylko oddziaływaniem warunków wodnych – bez wypasu pęczyna ustępuje i jej rozmieszczenie ogranicza się tylko do lokalnych depresji.
Liście pęczyny błotnej są chętnie zgryzane przez ślimaki i kaczki. W Maroku żywią się nimi makaki berberyjskie. Rośliny też bywają poważnie atakowane przez mszyce żerujące zarówno na liściach, jak i na szyi korzeniowej i korzeniach. Na stanowiskach w Polsce nie stwierdzono żerowania na roślinach bezkręgowców lub oznak chorobowych wpływających na stan populacji.

## Systematyka i zmienność
Gatunek reprezentuje rodzaj pęczyna Helosciadium obejmujący wszystkie europejskie gatunki dawniej włączane do rodzaju selery Apium poza jego gatunkiem typowym – selerami zwyczajnymi Apium graveolens. Tradycyjnie rodzaj Helosciadium klasyfikowany był przez znaczną część XX wieku jako sekcja w obrębie Apium, co skutkuje znacznym rozpowszechnieniem w literaturze nazwy naukowej przypisującej go do tego rodzaju. Odrębność rodzajowa Helosciadium jest jednak dobrze potwierdzona analizami molekularnymi, morfologicznymi i chemicznymi. Rodzaj ten zaliczany jest do plemienia Oenantheae, w obrębie którego blisko spokrewniony jest z rodzajami potocznik Berula i marek Sium, podczas gdy rodzaj selery reprezentuje inne plemię – Apieae. 
W obrębie rodzaju gatunek najbliżej spokrewniony jest z pęczyną węzłobaldachową Helosciadium nodiflorum, wraz z którą tworzy grupę siostrzaną względem trzech gatunków: pęczyny wodnej H. inundatum, H. crassipes i H. bermejoi.
Pod nazwą Apium × longipedunculatum opisano mieszańca z pęczyną węzłobaldachową H. nodiflorum, potwierdzonego w badaniach genetycznych. Mieszaniec ten od H. nodiflorum różni się płożącym i silniej korzeniącym się w węzłach pędem. Na niektórych stanowiskach, gdzie rosły razem okazy rodzicielskie, po pęczynie błotnej został tylko ten mieszaniec. Wcześniej na podstawie tylko obserwacji morfologicznych także opisano takiego mieszańca (jako Apium × riddelsdellii Druce), jednak diagnoza z 1917 uznawana jest za wątpliwą (na stanowisku stwierdzono współcześnie – poza podobnymi taksonami macierzystymi – także morfologicznie bardzo zbliżonego mieszańca międzyrodzajowego między H. nodiflorum i potocznikiem wąskolistnym Berula erecta – ×Beruladium).

## Nazewnictwo
Gatunek został opisany naukowo po raz pierwszy jako Sium repens przez Nikolausa Josepha von Jacquina w wydanej w 1775 roku Flora Austriaca. Przez Mariano Lagasca y Segura gatunek został następnie opisany jako przedstawiciel rodzaju selery pod nazwą Apium repens (Jacq.) Lag. (1821), a trzy lata później przez Johanna F.W. Kocha sklasyfikowany został pod nazwą Helosciadium repens (Jacq.) W.D.J. Koch (1824), uznawaną współcześnie za właściwą z punktu widzenia pozycji systematycznej. W 1867 Heinrich Gustav Reichenbach ponownie jednak umieścił gatunki z rodzaju Helosciadium w obrębie rodzaju Apium i taka nazwa rodzajowa została utrwalona w piśmiennictwie z drugiej połowy XIX wieku i całego wieku XX. 
Nazwa Helosciadium utworzona została ze złożenia greckich słów hélos i skiás oznaczających odpowiednio „bagno” i „baldachim”; zainspirowana została siedliskiem  zajmowanym przez te rośliny i typem kwiatostanu. Epitet gatunkowy repens pochodzi z łacińskiego słowa repo i znaczy „ścielący się, czołgający, rozłogowy”.
W zależności od ujęcia systematycznego gatunek ma dwie polskie nazwy zwyczajowe – selery błotne i pęczyna błotna. Mimo że ta druga nazwa odpowiada klasyfikacji biologicznej gatunku, bardziej rozpowszechniona w użyciu i wciąż stosowana jest nazwa sugerująca przynależność do rodzaju selery. Stosowana jest ona także w nowych publikacjach, których autorzy wzmiankują dokonaną korektę pozycji systematycznej gatunku. Nazwa „pęczyna” na określenie rodzaju Helosciadium w publikacjach pojawiła się po raz pierwszy w połowie XIX wieku u Antoniego Wagi i w „Słowniku języka polskiego” wydanym w Wilnie w 1861.

### Synonimy
Gatunek opisywany był pod następującymi nazwami uznawanymi współcześnie za synonimy:
- Apium repens (Jacq.) Lag.
- Apium nodiflorum subsp. repens (Jacq.) Thell. in Hegi
- Helodium repens (Jacq.) Dumort.
- Helosciadium palatinum F.W.Schultz ex Nyman
- Laoberdes repens (Jacq.) Raf.
- Sium repens Jacq.

## Zagrożenia i ochrona
Gatunek nie ma globalnej oceny zagrożenia, ale niemal cały jego zasięg geograficzny mieści się w Europie, gdzie w skali kontynentu uznany został za bliski zagrożenia (near threatened – NT). Chroniony jest przez konwencję berneńską oraz dyrektywę siedliskową. Stanowi przedmiot ochrony w 167 obszarach Natura 2000 w Unii Europejskiej. We wszystkich krajach, w których gatunek występuje, wymieniony jest na czerwonych listach gatunków zagrożonych. Spośród zagrożonych gatunków roślin europejskich zajmuje trzecie miejsce pod względem rozprzestrzenienia (mierzonego liczbą państw, w których rośnie).  
Kategorie zagrożenia gatunku w Polsce:
- Kategoria zagrożenia według Czerwonej listy roślin i grzybów Polski (2006)[43]: E (wymierający); 2016: CR (krytycznie zagrożony)[44].
- Kategoria zagrożenia według Polskiej czerwonej księgi roślin: CR (krytycznie zagrożony)[10].

Roślina ta objęta jest w Polsce ścisłą ochroną gatunkową od 2001 roku. Od 2004 obowiązuje ochrona gatunkowa z zastrzeżeniem, że gatunek wymaga ochrony czynnej, a od 2012, że ochrona prawna dotyczy także czynności związanych z prowadzeniem racjonalnej gospodarki rolnej, leśnej lub rybackiej.
Za główne przyczyny zanikania gatunku na stanowiskach uznaje się ustawanie użytkowania łąk i pastwisk, w wyniku czego następuje na nich rozwój wysokiej, konkurencyjnej roślinności łąkowej, wypierającej ten światłolubny, niski gatunek. Kolejny istotny problem stanowi osuszanie takich siedlisk, w szczególności eliminujące zimowe stagnowanie wód. Także zbyt intensywny wypas może prowadzić do zaniku pęczyny błotnej. Za zagrożenie uznaje się także niszczenie brzegów jezior spowodowane turystyką i rekreacją oraz wypieranie w wyniku naturalnej sukcesji ekologicznej przez roślinność łąkową, szuwarową czy leśną. Na Wyspach Brytyjskich populacje tego gatunku bywają zagrożone inwazjami obcego gatunku – Crassula helmsii, w Europie Środkowej lokalnie problem stanowi tatarak zwyczajny Acorus calamus. W Europie Zachodniej do potencjalnych zagrożeń zalicza się także mieszanie się gatunku z pęczyną węzłobaldachową H. nodiflorum.
Z modeli zmian klimatycznych wynika, że znaczny areał zasięgu współczesnego ulegnie ograniczeniu z powodu prognozowanych w najbliższych dziesięcioleciach zmian klimatycznych (→ globalne ocieplenie). Poza optimum klimatycznym gatunku znajdą się rozległe obszary w południowej Europie, ale też na nizinach od Francji – poprzez Niemcy – po Polskę. Sprzyjające warunki dla gatunku powstaną na obszarach wyżej położonych w górach (głównie Alpy i Karpaty) oraz na obszarach pod wpływem klimatu oceanicznego w Europie Północnej (środkowa część Wielkiej Brytanii, Półwysep Jutlandzki, środkowa część Półwyspu Skandynawskiego). W Polsce pogorszą się warunki występowania gatunku na obszarach pojeziernych, a utrzymają lub poprawią na obszarze gór i wyżyn oraz na wybrzeżu.
Do działań ochronnych zalicza się m.in. tworzenie luk w zwartych płatach roślinności w obrębie siedlisk gatunku, ułatwiających kiełkowanie jego nasion (kiełkowanie stymulowane jest przez dostęp do światła i może następować w różnych porach roku z wyjątkiem zimy). Ze względu na długą żywotność nasion pęczyny w glebowym banku nasion, możliwe jest przywrócenie tego gatunku na jego stanowiskach w przypadku poprawy warunków siedliskowych (udało się w ten sposób gatunek przywrócić na niektórych stanowiskach w Wielkiej Brytanii). Kluczowe dla zachowania gatunku jest utrzymanie zalewów w okresie zimowo-wiosennym i ekstensywnego wypasu. Skuteczne przy tworzeniu stanowisk zastępczych i reintrodukcjach jest wprowadzanie siewek na nowe miejsca o odpowiednich warunkach siedliskowych.
Zabiegi ochronne polegające na pozyskaniu roślin z natury, ich namnożeniu i zasileniu populacji zagrożonych oraz odtworzeniu stanowisk zanikłych wykonano z powodzeniem także w Polsce na Pojezierzu Gnieźnieńskim oraz w Przemęckim Parku Krajobrazowym.

## Zastosowanie
Roślina jadalna
Ze względu na tradycyjne, choć mylne, włączanie tego gatunku do rodzaju selery, gatunkowi temu (i innym z rodzaju Helosciadium) przypisywano prawdopodobnie podobne właściwości żywieniowe i lecznicze jak w przypadku selerów zwyczajnych, będących popularnym warzywem. Z drugiej strony ustalenie prawdziwego pokrewieństwa i pozycji systematycznej tego gatunku może niewiele zmieniać w ocenie jego jadalności (jadalny jest też potocznik wąskolistny Berula erecta – z rodzaju najbliżej spokrewnionego z pęczyną). Liście selerów błotnych mają przyjemny, łagodny smak, przypominający aromat pietruszki zwyczajnej.
Uznawanie od dawna selerów błotnych za gatunek blisko spokrewniony z selerami właściwymi skutkuje podejmowaniem inicjatyw mających na celu ochronę tego gatunku jako rezerwy genetycznej dla selerów. 
Roślina ozdobna
Ze względu na płożący pokrój i tworzenie w dogodnych warunkach zwartych kobierców – roślina stosowana jest jako okrywowa w miejscach słonecznych na brzegach stawów.

## Uprawa
RozmnażanieRośliny tego gatunku mogą być rozmnażane przez ich podział oraz z nasion. Wegetatywnie łatwo można je mnożyć przez podział rozłogów. W eksperymencie rozłogi pocięte na fragmenty (obejmujące przynajmniej jeden węzeł) korzeniły się i wytwarzały nowy pęd średnio w 86%.
W przypadku upraw mających na celu zwiększenie zasobów gatunku w naturze, w szczególności do tworzenia nowych stanowisk zastępczych, rekomendowane jest namnażanie roślin z nasion pozyskanych z różnych populacji. Pozwala to zwiększyć zróżnicowanie genetyczne populacji na tworzonych stanowiskach. Rekomendowana jest stratyfikacja polegająca na przechowaniu nasion w ciemności i chłodzie przez dwa miesiące (np. na wilgotnym podłożu w temperaturze 4 °C). Nasiona wysiewa się na standardowym podłożu ogrodniczym i przechowuje w wilgotnej szklarni. Dla uzyskania możliwie dużej liczby sadzonek zaleca się wegetatywny podział uzyskanych roślin. Po wykonaniu nasadzeń na docelowych stanowiskach w miejscach, gdzie wypasane są zwierzęta, zaleca się w początkowym okresie ogrodzenie posadzonych roślin, tak by dobrze ukorzeniły się (krótko po przesadzeniu są łatwo wyrywane z ziemi przez żerujące zwierzęta). Optymalnie jest też usunąć rośliny konkurencyjne, sadząc pęczynę w pasach nagiej ziemi. Najlepsze rezultaty daje wykonanie nasadzeń w okresie wilgotnej pogody, najlepiej na początku jesieni. W przypadku suszy wśród świeżo posadzonych roślin występują duże straty. Ponieważ w pierwszym roku uprawy z reguły występują ubytki, dla uzyskania trwałej populacji zaleca się przy tworzeniu stanowisk zastępczych stosowanie możliwie dużej ilości materiału roślinnego.
PielęgnacjaDla utrzymania gatunku konieczne jest ograniczanie roślinności konkurencyjnej poprzez wypas lub koszenie oraz utrzymywanie w miejscu występowania gatunku oddziaływań powodujących powstawanie przerw w darni (np. wydeptywanie przez zwierzęta, zalewy i stagnowanie wody w okresie zimowo-wiosennym).